# Vysoká (Banská Bystrica)
Vysoká é um município da Eslováquia, situado no distrito de Banská Štiavnica, na região de Banská Bystrica. Tem 14,56 km² de área e sua população em 2018 foi estimada em 151 habitantes.

## Demografia
| Ano:        | 1994 | 2004   | 2014   | 2024    |
| ----------- | ---- | ------ | ------ | ------- |
| Broj ljudi: | 141  | 143    | 141    | 126     |
| Razlika:    |      | +1,41% | -1,39% | -10,63% |

| Ano:               | 2023 | 2024  |
| ------------------ | ---- | ----- |
| Número de pessoas: | 125  | 126   |
| Diferença:         |      | +0,8% |